# 배틀 스피리츠 버닝소울
《배틀 스피리츠 버닝소울》(バトルスピリッツ烈火魂＜バーニングソウル＞)는 TV 도쿄 계열에서 방영한 49부작 만화이다. 2015년 4월 1일부터 2016년 3월 30일까지 방영되었다.